# Howards End (Miniserie)
Howards End ist eine englisch-amerikanische Mini-TV-Serie basierend auf dem gleichnamigen Roman von Edward Morgan Forster aus dem Jahr 1910. Die Serie wurde von Kenneth Lonergan geschrieben und von Hettie MacDonald inszeniert. Sie besteht aus vier Teilen und war eine Coproduktion von BBC One. Erstausstrahlung im Vereinigten Königreich war im November 2017. In Deutschland ist sie auf MagentaTV, dem Streamingdienst der Deutschen Telekom zu sehen.

## Handlung
Durch die Augen dreier Familien wird in „Howards End“ der Wandel des sozialen Klimas und das Verschwimmen der Klassentrennung im England des ausgehenden 19. Jahrhunderts erzählt: die intellektuellen und optimistischen Schlegels, die wohlhabenden, der Geschäftswelt verbundenen Wilcoxes sowie die aus der Arbeiterschicht kommenden Basts.